# Samsung C9 Pro
Samsung C9 Pro  es la propuesta de la empresa sur coreana para entrar en el mercado chino, este tipo de terminal reúne prestaciones de gama alta en un cuerpo unibody, entrando en la categoría de Phablet por sus dimensiones y prestaciones, por ejemplo, con el dispositivo Samsung C9 Pro el usuario podrá gozar de una mejor visualización en textos y navegación web.
Este dispositivo está construido como un teléfono inteligente de alta gama con un procesador Qualcomm Snapdragon 653 de ocho núcleos funcionando cuatro de ellos a 1.95 GHz y otros cuatro a 1.4 GHz.  También es distintivo de este modelo la pantalla de seis pulgadas y resolución 1080p Super AMOLED con una na densidad de 367 píxeles por pulgada.

## Características
- Procesador octa-core Qualcomm Snapdragon 653
- 6 GB de RAM
- Memoria interna de 64 GB
- Pantalla Super AMOLED en 1080p
- 2 cámaras de 16 megapíxeles
- Chip gráfico Adreno 510
- Memoria expandible
- USB tipo C
- Lector de huellas
- Conectividad NFC
- Batería de 4000 mAh